# Obermeitingen (Kolonie)
Obermeitingen ist eine Kolonie und ein Ortsteil der gleichnamigen Gemeinde Obermeitingen im oberbayerischen Landkreis Landsberg am Lech. Die Kolonie Obermeitingen ist nicht mit dem Pfarrdorf Obermeitingen zu verwechseln.

## Geografie
Obermeitingen liegt circa zwei Kilometer südöstlich des Pfarrdorfs Obermeitingen auf der westlichen Schotterterrasse des Lech im Lechfeld.
Unmittelbar westlich verlaufen die Bundesstraße 17 und die Bahnstrecke Bobingen–Kaufering.

## Geschichte
Nach der Missernte von 1846 und der Aufhebung der Grundherrschaft 1848 wurde in den Lechauen günstiges Land Siedlern aus der Pfalz und dem Elsass zur Verfügung gestellt, ähnlich wie in der Kolonie Hurlach und Königsbrunn.
Von 1944 bis 1945 befand sich westlich der Kolonie das KZ-Außenlager Kaufering IX – Obermeitingen.